# Explorer 17
Explorer 17 – amerykański satelita programu Explorer, z serii Atmosphere Explorer, do której należały również satelity: Explorer 32, Explorer 51, Explorer 54, Explorer 55.
Satelita miał kształt kulisty. Był stabilizowany obrotowo. Wnętrze statku było hermetyczne; wypełnione własną atmosferą.
Na wyposażenie naukowe satelity składały się cztery mierniki ciśnienia i gęstości cząstek neutralnych, dwa spektrometry masowe (do pomiaru koncentracji wybranych cząstek) i dwa próbniki elektrostatyczne, mierzące koncentrację jonów oraz temperaturę elektronów.
10 lipca 1963 roku nastąpiła awaria akumulatorów zasilających. Trzy z czterech mierników ciśnienia i oba próbniki elektrostatyczne pracowały normalnie. Jeden ze spektrometrów przestał działać, a drugi działał z przerwami.

## Ładunek

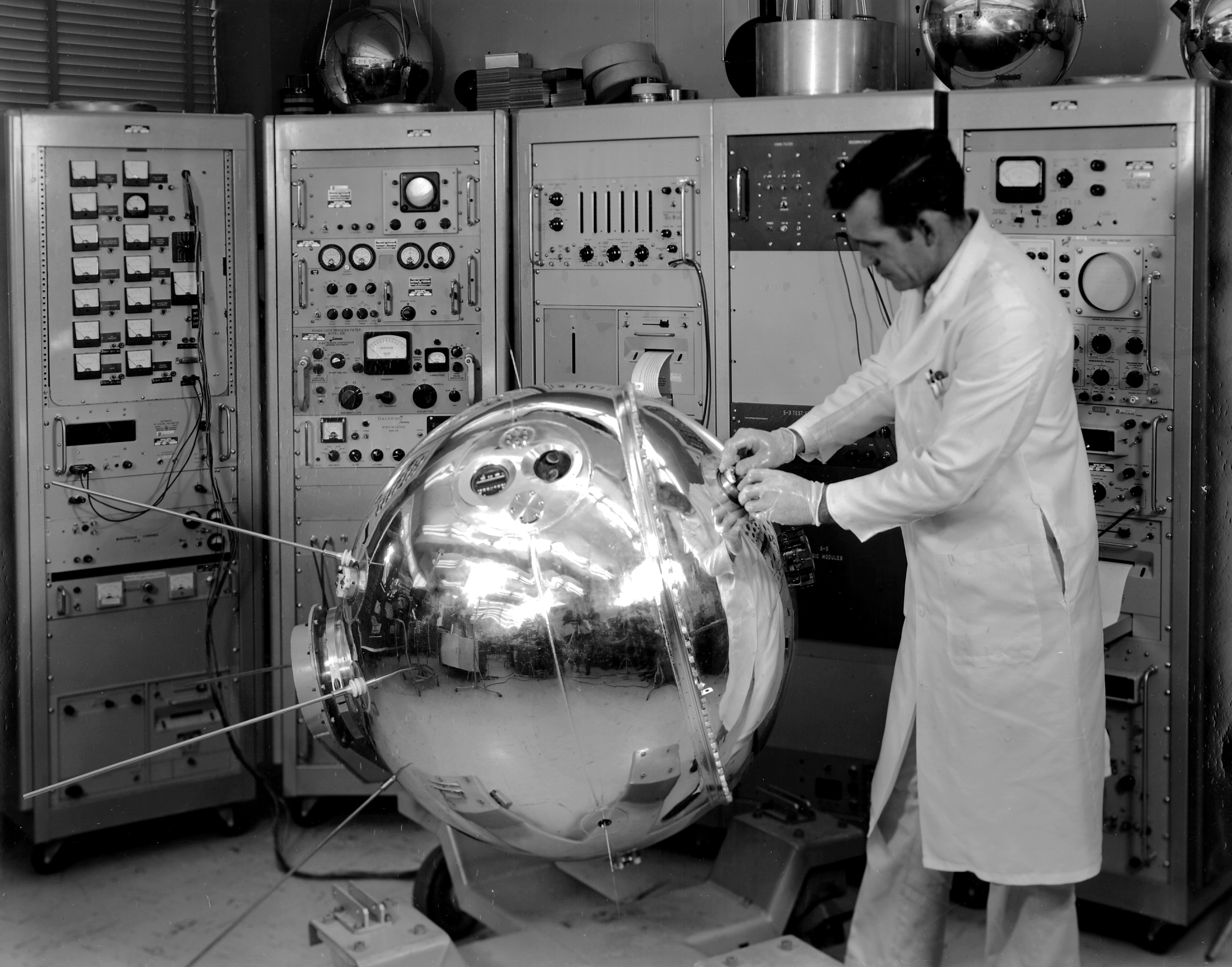
Prace nad satelitą Explorer 17

- Próbniki elektrostatyczne (sondy Langmuira)

Explorer 17 posiadał dwie niezależne sondy Langmuira. Jedna z nich mierzyła gęstość jonów dodatnich, a druga temperaturę elektronów. Działanie każdej opierało się na dwuelementowym mierniku składającym się z zewnętrznej elektrody cylindrycznej o długości 10 cm, z umieszczoną koncentrycznie wewnętrzną elektrodą kolektora, o wymiarach 0,056 × 23 cm. Potencjał elektrod był zmienny względem korpusu satelity. Próbnik temperatury elektronów przemiatał potencjał 10 razy na sekundę w dwóch przedziałach napięć (0-7,5 i 0-1,5 V). Próbnik gęstości jonów przemiatał napięcia od -3 do +2 V w ciągu 2 sekund. Jako dane przesyłane były wartości natężeń prądów elektrod kolektora.
- Czujniki ciśnienia (masa 7,7 kg; zużycie energii 38 W)

Do pomiarów ciśnienia cząstek neutralnych i ciśnienia w górnych warstwach atmosfery (na wys. od 260 do 900 km) używano czterech próżniomierzy: dwóch z zimną katodą (typu Redhead) i dwóch z żarzeniem (typu Bayard-Alpert). Czujniki te działały w czasie 4 minutowych okresów, gdy satelita znajdował się w zasięgu naziemnych stacji śledzenia. Pomiar cząstek neutralnych odbywał się poprzez bombardowanie ich elektronami. Powstały prąd był mierzony, a jego wartość przesyłana na Ziemię. Oba czujniki były zdolne do mierzenia ciśnienia z zakresu od 10-4(tj. 1012 molekuł/cm³) do 10-11 tora. Po awarii akumulatorów przestał działać jeden z próżniomierzy typu Bayarda-Alperta.
- Spektrometry masowe (masa 13,6 kg; zużycie energii 52 W)

Do pomiaru cząstek neutralnych (tlenu cząsteczkowego i molekularnego, azotu cząsteczkowego i molekularnego, helu, pary wodnej) używano dwóch magnetycznych spektrometrów masowych z podwójnym ogniskowaniem. Trwająca 64 sekundy sekwencja pomiarowa poprzedzana była jonizacją elektronami. Mierzono sześć prądów jonowych i prąd całkowity. Z powodu usterki jeden ze spektrometrów przestał działać, a drugi, z powodu złej orientacji statku, przegrzewał się. Tylko część napływających danych była użyteczna.